# Lumber City
Lumber City est une ville américaine située dans le comté de Telfair dans l’État de Géorgie. Au recensement de 2000, sa population était de 1 247 habitants.

## Démographie
| 1890 | 1900 | 1910  | 1920 | 1930  | 1940  |
| ---- | ---- | ----- | ---- | ----- | ----- |
| 471  | 760  | 1 195 | 978  | 1 043 | 1 044 |

| 1950  | 1960  | 1970  | 1980  | 1990  | 2000  |
| ----- | ----- | ----- | ----- | ----- | ----- |
| 1 232 | 1 360 | 1 377 | 1 426 | 1 429 | 1 247 |

| 2010  | - | - | - | - | - |
| ----- | - | - | - | - | - |
| 1 328 | - | - | - | - | - |

## Traduction
- (en) Cet article est partiellement ou en totalité issu de l’article de Wikipédia en anglais intitulé « Lumber City, Georgia » (voir la liste des auteurs).